# Melchior Klesl
Melchior Klesl, także Khlesl (ur. 19 lutego 1552 w Wiedniu, zm. 18 września 1630 w Wiener Neustadt) – biskup Wiednia i kanclerz cesarza Macieja.

## Życiorys
Melchior Klesl był synem piekarza wychowanym w religii ewangelickiej. W 1573 przeszedł na katolicyzm pod wpływem jezuity Georga Scherera. W 1579 przyjął święcenia kapłańskie i został prepozytem katedry św. Szczepana w Wiedniu.
Klesl prowadził politykę kontrreformacyjną; doprowadził do tego, że wykładowcami i studentami uniwersytetu mogli być wyłącznie katolicy. Jako generalny wikariusz biskupa Pasawy prowadził akcję oczyszczania parafii i klasztorów Dolnej Austrii z ewangelików. Jednak jako kanclerz cesarza prowadził politykę równowagi sił pomiędzy katolikami a protestantami.
W 1588 został administratorem diecezji Wiener Neustadt, w 1613 biskupem Wiednia, a w 1616 kardynałem. Khlesl miał wielu wrogów. Za sprawą arcyksiążąt Ferdynanda i Maksymiliana został 20 lipca 1618 aresztowany i przewieziony do Tyrolu. Po pobycie w zamku Ambras, a potem w Innsbrucku, został osadzony w opactwie St. Georgenberg. 21 października 1622 wyjechał do Rzymu. W 1627 objął ponownie rządy w diecezji wiedeńskiej.